# Lykinos (Töpfer)
Lykinos (Λυκινος) war ein griechischer Töpfer, der in der Mitte und im 3. Viertel des 5. Jahrhunderts v. Chr. in Athen tätig war.
Der attische Töpfer Lykinos ist lediglich durch ein signiertes, in Ampelokepoi aufgefundenes, schwarz gefirnisstes Gefäß bekannt, das von der Forschung sowohl als Deckelpyxis als auch als kleine Lekanis identifiziert wird. Es trägt die Signatur Λυκινος ανεθκεν τη Αθηνααι το πρωτον ηργασατο – Lykinos anetheken tei Athenaai to proton ergasto und befindet sich heute im Besitz des Archäologischen Nationalmuseums in Athen (Inv.-Nr.: 2.1367). Neben der Signatur ist das Gefäß noch mit der Weihinschrift Αθενα[ιαι] [h]υγιει[αι] [Κ]αλλις εποιεσ[ε] και ανεθ[εκεν] beschriftet, aus der Paul Kretschmer schließt, dass es sich vielleicht um ein Erstlingswerk des Töpfers handeln könnte, welches er der Göttin Athene in Ampelokepoi geweiht hat.